# 塞雷德
塞雷德是斯洛伐克南部特尔纳瓦州加蘭塔區的一个城市，位于瓦赫河西畔。
塞雷德距斯洛伐克首都布拉迪斯拉发约55公里，距特尔纳瓦约20公里、距尼特拉约33公里。城市公园的地下，是中世纪水城堡的废墟。

## 友好城市
- 捷克季什諾夫
- 奥地利利奥波茨多夫
- 荷蘭阿尔布拉瑟丹